# 鈴木將義
鈴木 將義（すすき まさよし、5月3日 - ）は日本のフリーランスライター。本名非公開。

## 来歴・人物
当初は国語の教師を志し、大学では国文学を専攻していたが、大学在学中の90年代半ばに、サブカル系月刊誌でライターとしてデビューすると、教員への道を諦め、そのまま本格的な文筆活動を開始する。その後、ライターとしての活動を継続しつつも、そのかたわら、芸能プロダクションや番組制作会社に勤務、自民党の代議士・鴨下一郎事務所の政策秘書研修生などを経て、その経験を活かす形で、以後、テレビ番組のブレーン、リサーチャーさらにはゲームクリエイターとしても活動し、数々の作品の制作を行う。
また、90年代後半からは、ITブームに触発される形で、2006年にはオンラインゲーム運営会社・ハイファイブ・エンターテインメントのプロモーターとして、同社のプロモーション活動を行い、翌2007年にはIT企業・株式会社サクラゲートの創業メンバーとして、同社の取締役に就任。2008年に健康上の理由に同職を退任した後は、個人としての創作活動と平行する形で、同社の顧問に就任している。

## テレビ番組
- オフレコ!スペシャル「携帯電話があなたの人生を変える!?」・TBS-出演/制作協力
- 家出人捜索スペシャル・TBS-出演/制作協力
- いつみても波瀾万丈・日本テレビ-制作協力
- 特命リサーチ200X!・日本テレビ-制作協力
- ASAYAN・テレビ東京-制作協力
- あっぱれ!日本一・テレビ東京/BSジャパン-制作協力
- ジカダンパン!責任者出て来い!・テレビ東京-制作協力
- 真相報道 バンキシャ!・日本テレビ-制作協力

## WEB・ゲーム
- mixiアプリ・デュエルエミットストーリー〜皇国百年戦争〜（ウェルタイム）/シナリオ原作・プランニング・プロデュース・キャラクター原案
- 地震家族（サクラゲート）/プランニング
- 【超・直感系クイズバラエティ】THE QUICK QEGG（Gamepot）/プランニング
- はたらけしおにく（ハイファイブ・エンターテインメント）/プランニング・ディレクション
- Vector　新着ソフトレビュー（ベクター (企業)）/レビュアー

## おもな雑誌・ムック本・書籍
- De☆View・オリコン・エンタテインメント
- 週刊プレイボーイ・集英社
- iCupid・ディジットブレーン
- ヤフーBBマガジン・ソフトバンククリエイティブ
- iモードSTYLE・ソフトバンククリエイティブ
- ゼッタイ得するパソコン＆インターネット・リクルート
- PC DUSH・バウハウス
- セキュリティマガジン・翔泳社
- GON!・ミリオン出版
- 実話ナックルズ・ミリオン出版
- 漫画ナックルズ・ミリオン出版
- ナックルズEX・ミリオン出版
- MEN'S KNUCKLE・ミリオン出版
- うさみみ・ミリオン出版
- Paju・バウハウス
- 不思議ナックルズ・ミリオン出版
- 怖い噂・ミリオン出版
- 慎太郎賛否両論 Say yes or no!! 特別編集石原慎太郎まるわかり読本・ミリオン出版
- 廃線〜棄てられた鉄道遺産・ミリオン出版
- フレディvsジェイソン・ミリオン出版
- トップ・スピード・サン出版
- 別冊宝島1951　日本史上最強の戦国武将は誰だ？宝島社-「興津庄蔵」名義
- CAST-PRIX SPECIAL 新説・戦国英雄伝 長曾我部元親 姫若子×鬼若子の将・グライドメディア-「興津庄蔵」名義
- いきものちょっといい話・三才ブックス-「鈴木将行」名義
- 避難じいさんの今日のおもひで。・マガジンランド

※上記著作はすべて寄稿および制作協力、共著という形をとっている。